# Pleione limprichtii
Pleione limprichtii  (лат.) — вид однодольных растений рода Плейоне (Pleione) семейства Орхидные (Orchidaceae). Впервые описан немецким ботаником Рудольфом Шлехтером в 1922 году.
Синонимичное название — Pleione bulbocodioides var. limprichtii (Schltr.) P.J.Cribb.

## Распространение, описание

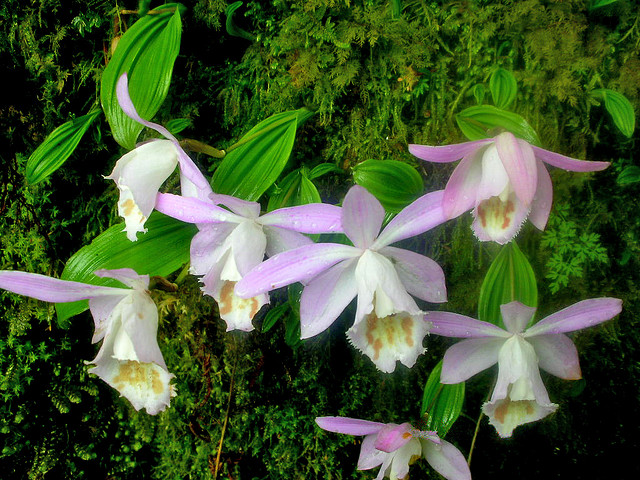
Группа цветущих Pleione limprichtii

Родиной растения считается китайская провинция Сычуань. Общий ареал — от юго-запада Сычуани и Юньнаня (Китайская Народная Республика) до севера Мьянмы (некоторые источники не учитывают мьянманские субпопуляции).
Геофитное или литофитное травянистое растение высотой порядка 10 см. Небольшая наземная орхидея с удлинённой конически-яйцевидной псевдобульбой зелёного или фиолетового цвета. Лист одиночный, верхушечный, прямостоячий, ланцетовидной формы. Соцветие несёт один цветок (редко два) размером 5—6 см бледно пурпурновато-красного цвета. Цветёт в апреле—мае.
Наиболее близок виду Pleione bulbocodiodes, отличаясь от последнего меньшим размером цветка и его колонки, а также округлой формой губы.

## Значение
Легко поддаётся культивированию.